# Shiki (Nara)
Shiki (磯城郡, Shiki-gun) is een district van de Japanse prefectuur Nara.
Op 1 april 2009 had het district een geschatte bevolking van 48.891 inwoners en een bevolkingsdichtheid van 1570 inwoners per km². De totale oppervlakte bedraagt 31,11 km².

## Dorpen en gemeenten
- Kawanishi
- Miyake
- Tawaramoto

Steden:
Gojō · Gose · Ikoma · Kashiba · Kashihara · Katsuragi · Nara (hoofdstad) · Sakurai · Tenri · Uda · Yamatokōriyama · Yamatotakada

Districten:
Ikoma · Kitakatsuragi · Shiki · Takaichi · Uda · Yamabe · Yoshino
Gemeenten per district